# سوني مسلم
سوني مسلم (بالإنجليزية: Sonny Muslim)‏ هو ممثل بريطاني، ولد في 1989 في المملكة المتحدة.

## وصلات خارجية
- سوني مسلم على موقع IMDb (الإنجليزية)
- سوني مسلم على موقع قاعدة بيانات الفيلم (الإنجليزية)